# هه کشین
هه کشین (به انگلیسی: He Kexin) ژیمناست زادهٔ ۱ ژانویهٔ ۱۹۹۲ میلادی اهل کشور چین است.